# Стремљења
Стремљења су приштински часопис за књижевност, уметност и културу на српском језику. Први број се појавио маја 1960. године у издању листа "Јединство", окупивши око себе књижевне ствараоце на српском и албанском језику. Редакцију су сачињавали: Вељо Тадић, др Владета Вуковић, др Хиљми Агани, Раде М. Николић и др Вук Филиповић. Првих пет година одговорни уредник је био Раде М. Николић, а потом главни и одговорни уредник Вукашин Вук Филиповић, од 1965. до 1977. године. Часопис је излазио у шест свезака годишње све до 1985. године, када почиње да илази сваког месеца. У њему су и албански и турски књижевници са Косова и Метохије објавили своја прва књижевна дела у преводу на српски језик, као и професори и сарадници Универзитета у Приштини своје стручне и књижевно-критичке радове. 
Његови уредници су потом били др Владимир Цветановић, др Владета Вуковић, Радослав Златановић и Радомир Стојановић. Од 2016. године главни и одговорни уредник Стремљења је Рада Комазец.
У часопису „Стремљења“ и листу „Јединство“ своју прву афирмацију су доживели бројни српски књижевници с Косова и Метохије, и не само српски. Прве књиге им је објавила Издавачка делатност „Јединства“. Тај континуитет задржан је од 1960. године до данас.
Од формирања књижевне манифестације "Лазар Вучковић" 1970. године „Стремљења“ додељују Награду Лазар Вучковић (у спомен на трагично преминулог младог песника Лазара Вучковића) за поезију, а једно време и за приповетку објављену током године (1985-1998).
С изгоном Срба с Косова и Метохије, кад је и редакција "Јединства" избегла у Београд и „Стремљења“ су силом прилика постала београдски часопис, унеколико везан за Космет. Но, због све веће материјалне оскудице, часопис данас излази два до четири пута годишње.